# Wilhelm Berger
Wilhelm Reinhard Berger (9 de agosto de 1861 - 16 de enero de 1911) fue un compositor, pianista y director de orquesta alemán.

## Biografía
Bergen nació en Boston (Estados Unidos), debido a que su padre, un comerciante de Bremen, se instaló y trabajó en esta ciudad como comerciante de música durante un tiempo. En 1962, la familia regresó a Alemania donde el padre se hizo un nombre como autor. Desde el principio, su hijo mostró signos de interés y aptitud musical. En el momento de su primer concierto, a los catorce años, Bergen ya había compuesto una gran cantidad de canciones y obras para piano. Entre 1878 y 1884, Berger estudió en el Real Conservatorio de Berlín, con Ernst Rudorff (piano) y Friedrich Kiel (contrapunto). De 1888 a 1903 fue profesor en el Conservatorio Klindworth-Scharwenka, función que combinó, a partir de 1899, con la dirección titular de la Sociedad Musical de Berlín. Además, fue muy activo como concertista de piano. En 1903, Berger fue nombrado miembro de la Real Academia Alemana de las Artes, y ese mismo año fue nombrado 'Hofkapellmeister' en Meiningen como sucesor de Fritz Steinbach. En 1911 muere en Jena, a los 49 años, a causa de complicaciones tras una operación de estómago.

## Estilo de música
Como la mayoría de los compositores del círculo de los 'Académicos de Berlín', Berger desarrolló un gran dominio de la teoría musical. Estilísticamente, su música es muy cercana a la de Johannes Brahms, aunque casi insinúa las obras posteriores de Max Reger (que se convertiría en el sucesor de Berger como Meiningen Kapellmeister) a través de su preferencia por la armonía disonante y las técnicas de contrapunto.
Berger fue un compositor prolífico con más de cien obras registradas a lo largo de su carrera. El quinteto con piano, op. 95, la Segunda Sinfonía y las últimas composiciones para coro se consideran generalmente sus obras maestras. Mucho después de su muerte, su trabajo fue muy bien valorado, particularmente entre los conservadores musicales. Wilhelm Altmann escribió muy positivamente sobre Berger en el tercer volumen de su influyente Manual para músicos de cuartetos de cuerda (Handbuch für Streichquartettspieler ).

## Trabajos seleccionados

### Música coral
- Sechs Gesänge for mixed choir, Op. 25
  - Es schleicht um Busch und Halde
  - Im Fliederbusch
  - Leise rauscht des Lebens Welle
  - Ständchen
  - Trost der Nacht
  - Wie nun alles stirbt und endet
- Drei Gesänge for mixed Chorus Op. 44
  - Ach in diesen blauen Tagen
  - Lenzfahrt
  - Niss Puk
- Vier geistliche Lieder und Gesänge, Op. 54
  - Mitten wir im Leben sind
  - Müde, das Lebensboot weiter zu steuern
  - Groß ist der Herr
  - Gebet
- Drei Gesänge für 6- und 8-stimmigen Chor, Op. 103
  - Karfreitag
  - Sturmesmythe
  - Von ferne klingen Glocken

### Orquestal
- Konzertstück para piano y orquesta en mi menor, op. 43a (1895)
- Sinfonía n.° 1 en si ♭ mayor, op. 71 (1896-7)
- Sinfonía n.° 2 en si menor, op. 80 (1900)
- Variaciones y fuga sobre un tema original, op. 97 (1904)
- Serenata para doce músicos de viento, op. 102

### Música de cámara
- Sonata para violín n.° 1, op. 7
- Cuarteto para piano en la mayor, op. 21
- Sonata para violonchelo en re menor, op. 28
- Sonata para violín n.° 2, op. 29
- Trío de cuerdas en sol menor, Op.69 (1898)
- Sonata para violín n.° 3 en sol menor, op. 70
- Quinteto de cuerda en mi menor, op. 75 (1899)
- Trío de clarinete en sol menor, op. 94 (1903)
- Quinteto con piano en fa menor, op. 95 (1904)
- Cuarteto con piano en do menor, op. 100[2]

### Música para piano
- Sonata en si mayor, op. 76
- Cuatro fugas, op. 89
- Variaciones y fuga sobre un tema original, op. 91

## Grabaciones
Solo se ha registrado una pequeña parte de la obra de Berger, pero el interés por sus obras parece haberse reavivado en los últimos años. El Cuarteto Verdi lanzó una grabación del Quinteto con piano en fa mayor en 1994 y se grabaron varias obras corales; por el sello discográfico Spektral en 2006 y por el Landesjugendchor Thüringen, dirigido por Nikolaus Müller, en 2017. El pianista Mitsuko Saruwatari lanzó dos discos con obras para piano de Berger, y en 2023 el sello alemán CPO publicó un CD con grabaciones de la primera sinfonía y el Konzertstück, interpretadas por Olivier Triendl con la Württembergische Philharmonie Reutlingen, dirigida por Clemens Schuldt.